# Kąt podłonowy
Kąt podłonowy (łac. angulus subpubicus) – kąt utworzony przez dwie dolne gałęzie kości łonowych, jego szczyt tworzy spojenie łonowe. U mężczyzn jest on ostry, natomiast u kobiet zbliżony do 90°, a kości łonowe są łukowato zaokrąglone. Miara kąta ma istne znaczenie w przebiegu porodu.